# Кассано-делле-Мурдже
Кассано-делле-Мурдже (італ. Cassano delle Murge) — муніципалітет в Італії, у регіоні Апулія, метрополійне місто Барі.
Кассано-делле-Мурдже розташоване на відстані близько 380 км на схід від Рима, 29 км на південь від Барі.
Населення — 14 658 осіб (2014).
Щорічний фестиваль відбувається 2 серпня. Покровитель — Maria SS. degli Angeli.

## Демографія
Населення за роками:

Станом на 1 січня 2023 року в муніципалітеті офіційно проживало 745 іноземців з 58 країн, серед них 122 громадяни країн Євросоюзу та 6 громадян України.

## Сусідні муніципалітети
- Аккуавіва-делле-Фонті
- Альтамура
- Грумо-Аппула
- Саннікандро-ді-Барі
- Сантерамо-ін-Колле

## Відомі уродженці
- Анна Ріта Дель Піано — італійська акторка та режисер.